# Jeune Afrique Media Group
Fondé à Tunis en 1960 par Béchir Ben Yahmed, Jeune Afrique Media Group est un groupe de médias panafricain basé à Paris.
À travers ses différentes publications (Jeune Afrique, The Africa Report et Africa Business +), le groupe propose, en français et en anglais, une couverture de l’actualité africaine et internationale ainsi que des pistes de réflexion sur les enjeux politiques et économiques du continent. 
Le titre Jeune Afrique est souvent considéré comme le magazine francophone de référence des élites africaines. Il est diffusé sous format mensuel depuis 2020 et se présente comme un quotidien via son site jeuneafrique.com. Ce dernier compte 20 000 abonnés à la fin 2020. 
Premier éditeur de presse panafricain en termes de diffusion et de lectorat, Jeune Afrique Media Group s’est diversifié dans l’événementiel en 2012 avec la création de The Africa CEO Forum. Le groupe a également créé l'Africa Financial Industry Summit en 2021.  

## Activités du groupe

### Activités éditoriales

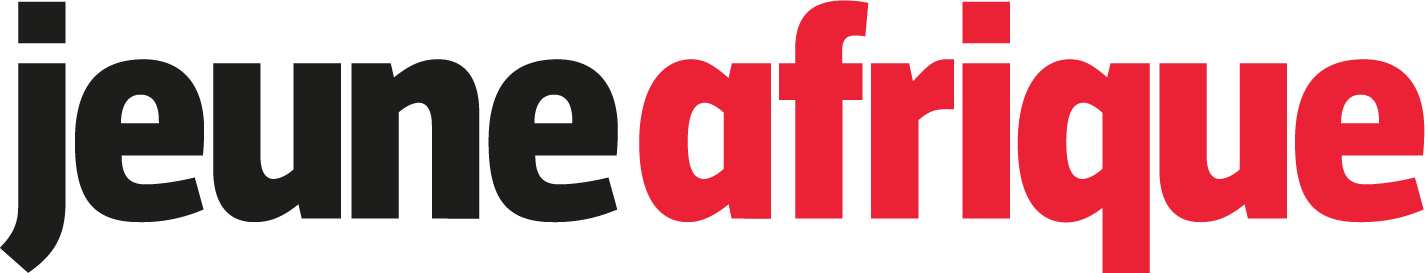
Logo de l'hebdomadaire Jeune Afrique

Hebdomadaire depuis 1960, Jeune Afrique lance son édition numérique en 1997 avec le site jeuneafrique.com. 
En 2005, pour couvrir l’actualité des pays d’Afrique anglophone, le groupe crée The Africa Report. Cette publication panafricaine anglophone est éditée par Patrick Smith, aussi éditeur d’Africa Confidential. D’abord mensuel, le titre passe en trimestriel en 2019. Il propose également une édition quotidienne sur son site theafricareport.com. The Africa Report a connu une forte progression du nombre de ses lecteurs. 
Jeune Afrique Media Group est associé à Canal+ Afrique  pour la production de l’émission Réussite, un magazine sur les entrepreneurs issus du continent africain. 
En 2014, le groupe lance le site d’information professionnel Jeune Afrique Business+, édité en anglais et en français, consacré aux entreprises et à l’actualité économique du continent africain. 
En 2020, le groupe accélère sa transition numérique en abandonnant le rythme hebdomadaire de l'édition papier. Cette dernière devient mensuelle et s'adosse désormais au site d’information jeuneafrique.com, qui propose quant à lui une édition quotidienne. 
Le groupe media comprend également les éditions du Jaguar qui proposent notamment la confection de beaux livres et d'atlas des pays africains. 
En 2019, le groupe affichait un chiffre d’affaires de 27,3 millions d’euros.

### Activités événementielles

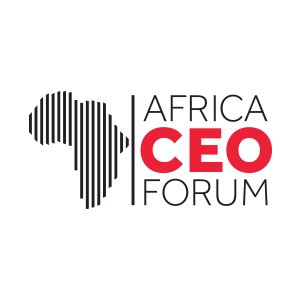
Logo de l'Africa CEO Forum

En 2012, Jeune Afrique Media Group se diversifie dans l’événementiel avec la création de The Africa CEO Forum, société organisatrice du forum éponyme. Ce dernier devient rapidement un rendez-vous incontournable des milieux d’affaires africains à travers ses éditions annuelles, qui ont eu lieu à Abidjan, à Genève ou encore à Kigali. 
The Africa CEO Forum produit également des événements géographiques et sectoriels ainsi qu’une déclinaison virtuelle de ses concepts événementiels. Cette numérisation du pôle événementiel s’est accélérée en 2020 dans le contexte de la pandémie de Covid-19,.
En 2021, Jeune Afrique Media Group créé l'Africa Financial Industry Summit (AFIS). La première édition est organisée au format numérique en mars 2021. La seconde édition a lieu en novembre 2022, à Lomé, Togo. L'ambition d'Amir Ben Yahmed est de faire de ce rendez-vous annuel "un Africa CEO Forum de l'industrie financière".  

## Organisation
En 2007, le fondateur du groupe, Béchir Ben Yahmed, à 80 ans, transmet les rênes à son bras droit, François Soudan (direction de la rédaction), et à ses fils Amir Ben Yahmed (gestion) et Marwane Ben Yahmed (rédaction).
L'organigramme du groupe est le suivant :
- Fondateur : Béchir Ben Yahmed (17 octobre 1960)
- Directeur général et directeur exécutif : Amir Ben Yahmed
- Directeur général exécutif : Mamadou Goundiam
- Vice-présidents : Danielle Ben Yahmed, François Soudan
- Directeur de la publication : Marwane Ben Yahmed
- Directeur de la rédaction : François Soudan

D'après Vincent Hugeux la holding du groupe serait la Société internationale de financement et d'investissement (SIFIJA).